# مدل اقتصادی

نمودار مدل آی‌اس-ال‌ام

در اقتصاد، یک مدل ساختاری نظری، نمایش‌دهندهٔ فرایندها با مجموعه‌ای از متغیرها و مجموعه‌ای از منطق و/یا روابط بین آن‌ها است. یک مدل اقتصادی، چهارچوبی ساده‌شده و طراحی‌شده برای نمایش فرایندهایی پیچیده است که در بیشتر موارد، ولی نه همیشه، از مدلی ریاضی استفاده می‌کند. 